# Ryan Katbundit
Katbundit Champasilp (thaï : กาจบัณฑิต จำปาศิลป์), aussi connue sous le nom de Ryan Katbundit (thai: ไรอัล กาจบัณฑิต), née le 24 mars 2003 à Bang Kapi dans le Bangkok, est un célèbre chanteur string de électronique luk thung thaïlandais. 
El est l'une des vedettes du luk thung des années 2016, En août 2022, il participe au télé-crochet Mai Mod Nee, et il garde 200 fois le titre de champion. Sa carrière ayant débuté en 2022 sous le label Yoongkao Record, filiale de Workpoint Entertainment,. El a popularisé avec une chanson Chun Rak Phleng Luk Thung (ฉันรักเพลงลูกทุ่ง / Nous aimons Luk Thung) qui a écrit par Praphas Cholsalanon.
C'est une des vedettes du luk thung les plus connues au XXIe siècle, avec les chanteurs Phai Phongsathon, Aof Suraphol, Tree Chainarong et les chanteuses Packky Sakonnaree, Ung-ing Rattanaporn, Biw Jitchareeya et Am Chonthicha et bien d'autres.

## Discographie

### Single
- Rak kao Khang Kong Fang (รักเก่าข้างกองฟาง) (2022)
- Chan Rak Phleng Luk Thung (ฉันรักเพลงลูกทุ่ง) (2022)
- Raeng Jai Nar Jor (แรงใจหน้าจอ) (2022)
- Luk Thung Lek Tai (ลูกทุ่งเลขท้าย) (2022)
- Yud Sia Jai Wai Thee Chan (หยุดเสียใจไว้ที่ฉัน) (2023)
- Tid Ror Wicha Hua jai (ติด ร. วิชาหัวใจ) (2023)
- Ruai Ruai Pang Pang (รวยๆ ปังๆ) (2023)
- Shock Feels (ช็อตฟีล) (2023)
- Dae Lom Tai Peek (แด่ลมใต้ปีก) (2023)